# Adefage
Adefagele (Adephaga) (din greaca adēphagos= mîncăcios) este un subordin de coleoptere primitive carnivore specializate, prădătoare, active atât în stare de larvă, care este campodeiformă, cât și în stare de imago. Unele sunt terestre, altele acvatice.
Au elitrele (aripile anterioare) bine dezvoltate, însă aripile posterioare membranoase sunt adesea mai reduse și scurte, zborul lor fiind slab, sau nu zboară de loc. În schimb, au picioarele bine adaptate la alergat, cu tarsele la cele trei perechi de picioare alcătuite din 5 articole. Abdomenul are 6-7 sternite, primul dintre ele fiind în mare parte acoperit de către coxele posterioare, rămânând vizibil numai lateral. Au antene cu articole homonome, filiforme (filamentoase), în general cu forma de fir, rar cu forme mai deosebite. Cele mai multe adefage au trei perechi de palpi, numai girinidele (Gyrinidae), pausidele (Paussidae), rizodidele (Rhysodidae) și cupedidele (Cupedidae) au două perechi de palpi.
Larvele adefagelor sunt cel mai adesea campodeiforme (de tip campodeoid), carnivore, sprintene și agile. Sunt cele mai primitive coleoptere, în marea lor majoritate carnivore (prădătoare).
Acest subordin cuprinde două grupe:
- Geodephaga (Geadephaga) (adefage terestre)
- Hydrocanthari (Hydradephaga) (adefage acvatice)

## Hrana lor
Majoritatea de specii de Adefagi sunt carnivori. Une specii de Adefagi se mențin pe sămănțe, dar aste nu este foate comun. Alte specii se mențin măcănd alte specii de invertebrate.